# Cerquides
Cerquides es una aldea situada en la parroquia de Lousame en el municipio de Lousame, provincia de La Coruña, Galicia, España.
En 2021 tenía una población de 77 habitantes (36 hombres y 41 mujeres).